# Africada alveolar não sibilante surda
A africada alveolar não sibilante surda é um fonema que é formado pronunciando 2 fonemas juntos, esses fonemas são /t/ e /ɹ̝̊/.

## Características
- Sua forma de articulação é africada, o que significa que é produzida primeiro interrompendo totalmente o fluxo de ar, depois permitindo o fluxo de ar através de um canal restrito no local de articulação, causando turbulência.
- Seu local de articulação é alveolar, o que significa que é articulado com a ponta ou a lâmina da língua na crista alveolar, denominada respectivamente apical e laminal.
- Sua fonação é surda, o que significa que é produzida sem vibrações das cordas vocais. Em alguns idiomas, as cordas vocais estão ativamente separadas, por isso é sempre sem voz; em outras, as cordas são frouxas, de modo que pode assumir a abertura de sons adjacentes.
- É uma consoante oral, o que significa que o ar só pode escapar pela boca.
- É uma consoante central, o que significa que é produzida direcionando o fluxo de ar ao longo do centro da língua, em vez de para os lados.
- O mecanismo da corrente de ar é pulmonar, o que significa que é articulado empurrando o ar apenas com os pulmões e o diafragma, como na maioria dos sons.

## Ocorrência
| Língua   | Língua                 | Palavra   | AFI          | Signficado  | Notas                                                                                              |
| -------- | ---------------------- | --------- | ------------ | ----------- | -------------------------------------------------------------------------------------------------- |
| Inglês   | General American       | tree      | [tɹ̝̊ʷɪi̯]ⓘ     | Árvore      | Realização fonética da sequência tônica inicial da sílaba /tr/; mais comumente pós-alveolar [t̠ɹ̠̊˔]. |
| Inglês   | Received Pronunciation | tree      | [tɹ̝̊ʷɪi̯]ⓘ     | Árvore      | Realização fonética da sequência tônica inicial da sílaba /tr/; mais comumente pós-alveolar [t̠ɹ̠̊˔]. |
| Italiano | Sicília                | straniero | [stɹ̝̊äˈnjɛɾo] | Estrangeiro | Apical. Realização regional da sequência /tr/; pode ser uma sequência [tɹ̝̊] ou [tɹ̝] ao invés.       |